# پیپمیدیک اسید
پیپمیدیک اسید عضوی از کلاس پیریدوپیریمیدین از آنتی‌بیوتیک‌ها است که مکانیسم اثر آن با کینولون‌های حاوی پیریدون همپوشانی دارد. این دارو در سال ۱۹۷۹ معرفی شد و در برابر باکتری های گرم منفی و برخی از باکتری های گرم مثبت فعال است. برای عفونت های گوارشی، صفراوی و ادراری کاربرد دارد. مجوز بازاریابی پیپمیدیک اسید در سراسر اتحادیه اروپا به حالت تعلیق درآمده است.